# サンドラ・レイノルズ
サンドラ・レイノルズ・プライス（Sandra Reynolds Price, 1939年3月4日 - ）は、南アフリカ・ブルームフォンテーン出身の女子テニス選手。1960年のウィンブルドン選手権女子シングルス準優勝者。彼女は1956年から1962年までの選手経歴の間に、1959年の全豪選手権女子ダブルス・混合ダブルス2部門制覇、全仏選手権女子ダブルス3勝を成し遂げ、通算5個の4大大会ダブルスタイトルを獲得した。旧姓「サンドラ・レイノルズ」の名前であったが、1962年にローウェル・プライス（Lowell Price）と結婚した。
サンドラ・レイノルズは1956年から選手経歴を始め、1959年から全盛期を迎えた。この年の全豪選手権において、レイノルズは女子ダブルス・混合ダブルスの2部門に初優勝を飾る。女子シングルスでは、第1シードのレイノルズはジャン・レヘインとの準々決勝で止まったが、混合ダブルスでロバート・マークと組んで優勝した。全豪選手権は、これが唯一の出場になる。全豪選手権の後、レイノルズは全仏選手権の女子ダブルスで1959年・1961年・1962年の3度優勝し、4大大会女子ダブルスで通算4勝を挙げたが、パートナーはいずれも同じ南アフリカのレネ・シュールマン（1939年 - 2001年）であった。
全仏選手権の女子シングルスで1959年・1960年の2年連続ベスト4に入った後、レイノルズは1960年ウィンブルドン選手権で女子シングルス・女子ダブルスの2部門に決勝進出を果たした。女子シングルスでは、レイノルズは準々決勝で当年度の全仏選手権優勝者ダーリーン・ハード、準決勝で地元イギリスのアン・ヘイドンを破り、南アフリカ出身の女性として最初のウィンブルドン女子シングルス決勝進出者になった。初進出の決勝ではマリア・ブエノに 6-8, 0-6 で敗れ、シュールマンと組んだ女子ダブルスでも、決勝でブエノとハードの組に 4-6, 0-6 で敗れたため、21歳のレイノルズはウィンブルドンで単複ともブエノの前に涙を飲んだことになる。
1962年、サンドラ・レイノルズはローウェル・プライスと結婚した。この年のウィンブルドン選手権で、レイノルズ・プライスとシュールマンは2年ぶり2度目のウィンブルドン女子ダブルス決勝に進出したが、ここでビリー・ジーン・モフィットとカレン・ハンツェの組に 7-5, 3-6, 5-7 の逆転で敗れた。レイノルズは3度のウィンブルドン決勝で、いずれも準優勝止まりに終わってしまう。全米選手権では、1959年と1962年のベスト8が自己最高成績で、この大会ではシュールマンとの女子ダブルスでも上位に進出できなかった。1962年のシーズンを最後に、23歳でテニス界から引退した。
選手引退後、プライス夫妻はイギリス・ケント州のワルマーに住み、2人の間に生まれた娘はレストランの経営者になった。数年前、サンドラの宝物であった記念メダルは何者かによって盗まれたという。

## 主な成績
- 全豪選手権　女子ダブルス・混合ダブルス：1勝（1959年）
- 全仏選手権　女子ダブルス：3勝（1959年・1961年・1962年）
- ウィンブルドン選手権　女子シングルス準優勝：1960年／女子ダブルス準優勝2度：1960年・1962年